# Most Octávio Frias de Oliveira
Most Octavio Frias de Oliveira je most s poševnimi zategami v Sao Paulu v Braziliji čez reko Pinheiros, dokončan maja 2008. Most je 138 metrov visok in povezuje Marginal Pinheiros z Jornalista Roberto Marinho Avenue na jugu območja mesta. Imenuje se po Octaviu Friasu de Oliveiri (1912-2007), brazilskemu poslovnežu.

## Opis
Mostna konstrukcija je nenavadna zaradi svoje oblike, ki spominja na "X" pri prehodu na pilonu. "X" je 76 metrov širok pri bazi in 35,4 m širok na vrhu.
To je edini most na svetu, ki ima dve avtocesti, ki se križata v krivini izvennivojsko in sta podprti z enim betonskim pilonom. Dve ukrivljeni cesti, ena na nadmorski višini 12 metrov in drugi na nadmorski višini 24 metrov, sta dolgi približno 900 metrov vsaka.
Na koncu decembra okrasijo kable in z osvetlitvijo ustvarijo barvne učinke, kot na božičnem drevesu. Most je osvetlijo tudi ob posebnih priložnostih med letom in se pogosto uporablja za avtomobilske oglase na televiziji.
Most so že večkrat napadli vandali. V letu 2011 so ukradli 6 kilometrov žice, vredne R $ 200,000 (US $ 117,000). Kasneje avgusta so vandali vdrli v kontrolno sobo mostu in uničili plošče. 9. januarja 2012 so vandali ukradli 94 od 142 reflektorjev mostu. Trajalo je 90 dni in stalo R $ 1.000.000 (US $ 590.000), da so v celoti ponovno vzpostavili sistema razsvetljave. 

## Gradnja
Gradnjo je izvajalo gradbeno podjetje OAS, ki je imelo 420 zaposlenih in so delali v dveh izmenah. Projekt je vodil Cato Francisco Ribeiro, z arhitektom iz Sao Paula João Valente Filho.  Edward Zeppo Boretto je bil odgovorni inženir in Norberto Duran, organizator dela, ki je pripadal osebju Empresa Municipal de Urbanismo (EMURB).
Zagotovljena vrednost je bila približno R $ 184.000.000 za izgradnjo kompleksa samega in dodatnih 40 milijonov $ za označevanje cest, drenažo in tlakovanje. Delo so sofinancirale bližnje regije.
8. aprila 2007 je, delavec Luiz de Araújo Sousa, star 22 let, umrl po padcu iz enega od tirov.
Vgradili so 58.700 kubičnih metrov betona.
Med tehničnimi izzivi, s katerimi so se srečali pri projektu, je bila kompleksnost porazdelitve obremenitev med mnogimi elementi in odseki ukrivljene geometrije. V pritrdilnih elementih vsakega kabla so nameščene merilne celice, ki omogočajo spremljanje sil, omogočajo mehanskemu sestavu prilagoditi napetost, uravnoteženje mostu in med gradnjo ustrezno ne preobremeniti kablov. Mostovi so zasnovani, da vzdržijo vetrove do 250 kilometrov na uro.
Delo na Complexo Viário Real Parque se je začeoa v upravljanju občine Marta Suplicy leta 2003 in se je nadaljevalo v upravljanju Jose Serra v letu 2005 po spremembi načrta (iz 2 na 1 pilon), kar je imelo za posledico prihranke v višini 30 milijonov. Otvoritev mostu je potekala 10. maja 2008, vodil jo je župan Gilberto Kassab, po preložitvi približno dveh mesecev.

## Zasnova
V vsaki smeri je most dolg 290 metrov. Pod pilonom "X", ki nosi avtoceste, navzkrižno vodijo kabli na različne ravni. Poleg tega poteka po rečnem bregu električni daljnovod in Córrego Água Espraiada, potok, ki teče v reko Pinheiros. Pilon je 138 metrov visok, kar je enako 46 nadstropni stavbi. Notranje jeklene stopnice vodijo na pilon, s stopnic je na vsakih šest metrov omogočen dostop za potrebe vzdrževanja.
Most Octavio Frias de Oliveira je most s poševnimi zategami in edini na svetu z dvema nivojema cest, ki se križata v krivini in obešenima na istem pilonu. Most Katsushika v Tokiu na primer, ima sicer cesto v krivini, vendar v enem nivoju. Oblika strukture ni posledica arhitekturnih razlogov, temveč strukturnih in geometrijskih omejitev. 

### Kabli
Kabli so prožni strukturni elementi, ki jih oblikujejo jekleni kabelski snopi. Izraz kabelski most se nanaša na vrsto konstrukcije, ki uporablja neposredno povezavo palice s podporo. Kabli so zaščiteni z rumeno cevjo iz polietilena visoke trdnosti, tolerantne na delovanje ultravijolične svetlobe, s funkcijo zaščite jekla pred korozijo.

### Osvetljava
Most je osvetljen z reflektorji v rdeči, modri in zeleni barvi, ki so pogoj za oblikovanje strukture v različne kombinacije barv.  Sistem razsvetljave je izdelalo nizozemsko podjetje Philips.

## Kritike
Med gradnjo avtocestnega kompleksa je bil nespoštovan občinski zakon št. 14266, ki določa v svojem 11. členu, da »bi bilo treba nove javne ceste, vključno z mostovi, viadukti in predori, zagotoviti prostore za peš in kolesarski promet v skladu s študijami izvedljivosti«.  Ta predpis je obstajal od leta 1990 v skladu z občinskim zakonom št. 10,9079, in nadomeščen z L. M. št. 14266, agendo v času načrtovanja kompleksa.
Kritični so bili tudi glede urbanističnega načrtovanja v metropolitanski regiji. Urbanist Mariana Fix, raziskovalec v Laboratório de Habitação e Assentamentos Humanos (FAUUSP) je preučeval spremembe, ki bodo delovale na območju med okrožji Itaim Bibi in Brooklyn, v zadnjih desetletjih, ki kažejo, da je bilo področje, izbrano za tako imenovano "novo ekonomijo" v Sao Paulu; tako so se realno povečale špekulacije. Cena na kvadratni meter zemljišča je bila pred 30 leti 100 $. Od leta 1980 je nastal boom nepremičnin v regiji in cena je poskočila na 1.500 $. Slum Jardim Edite, kjer je živelo okoli 900 družin, je še vedno ovira za širitev poslovanja.
Po gradnji mostu čez reko Pinheiros in odstranitev večine slumov, so se cene zemljišč v regiji skoraj potrojile do 4.000 $ na m². Večina družin iz odstranjenih slumov se je preselila na področja varstva vodnih virov v metropolitanski regiji São Paulo, kar ustvarja veliko večje tveganje za okolje, še posebej za vodooskrbo velemestnih prebivalcev, kar po vsem uboga samo logiko privatizacije dobičkov in socializacije stroškov.
Toda ta kritika je bila obravnavana pri inženirskih strokovnjakih kot politična, saj so utemeljevali "spektakularen" značaj mostu s tehničnimi omejitvami, kot je pomanjkanje prostora za gradnjo dovoznih poti. 11. julija 2013 je potekal protest proti omrežju Globo, predlog protestnikov je bil, da bi most preimenovali kot most Vladimir Herzog (brazilski novinar, ki je umrl za posljedicami mučenja vojske na DOI-CODI).

## V popularni kulturi
- Most je bil prizor v filmu Blindness Fernanda Meirellesa še med gradnjo. V filmu, ki temelji na romanu Joséja Saramaga, epidemija slepote] doseže veliko mesto. Posnet je bil São Paulu, Torontu in v Montevideu [7] in Paulinia SP. [8]

- Novi singel norveške skupine A-ha, ki se imenuje  Foot Of The Mountain  ima most Octavio Frias de Oliveira na ovitku. Fotografija, oblikovana s tehnološkimi sredstvi je nastala med bivanjem skupine v São Paulu med brazilsko mini turnejo v marcu  2009. [9]
- 26. aprila 2008 je bil most naravno ozadje za TV novice: Bom Dia São Paulo v SPTV, Rede Globo [10]
- Most s poševnimi zategami je bil izrazit v epizodi "You Don't Have to Live Like a Referee" ("Ti ne bi bilo treba živeti kot sodnik), šestnajsto epizoda petindvajsete sezone animirane serije The Simpsons v 546. epizodi serije. Homer Simpson deluje kot razsodnik na Svetovnem prvenstvu v nogometu 2014 v tekmi, ki so jo igrali v Arena Corinthians. [11]